# Zytglogge

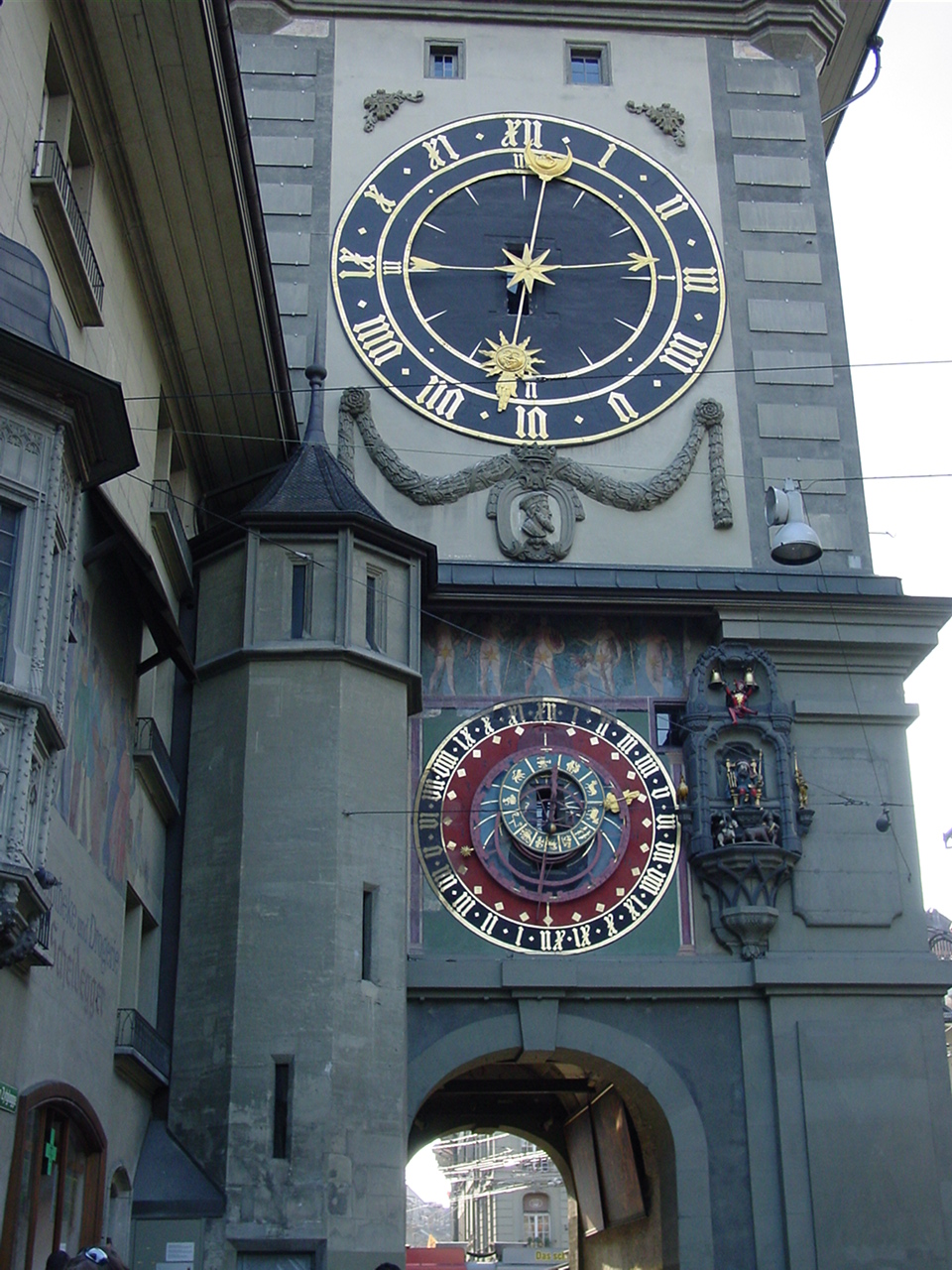
la Zytglogge de Berne

La Zytglogge en dialecte bernois (Zeitglockenturm en allemand) ou Tour de l'Horloge à Berne est une horloge astronomique du XVIe siècle comportant un jacquemart et un carillon. L'horloge indique l'heure de Berne, soit 90 minutes de retard par rapport à l'heure d'été et 30 minutes de retard par rapport à l'heure d'hiver. 

## Cadran astronomique
- La main indique la position de la lune (à gauche pour l'est, en haut au sud, à droite pour l'ouest),

- Une boule noire et or montre les phases de la lune.

- Un cadran rotatif indique les signes du zodiaque.

## Carillon

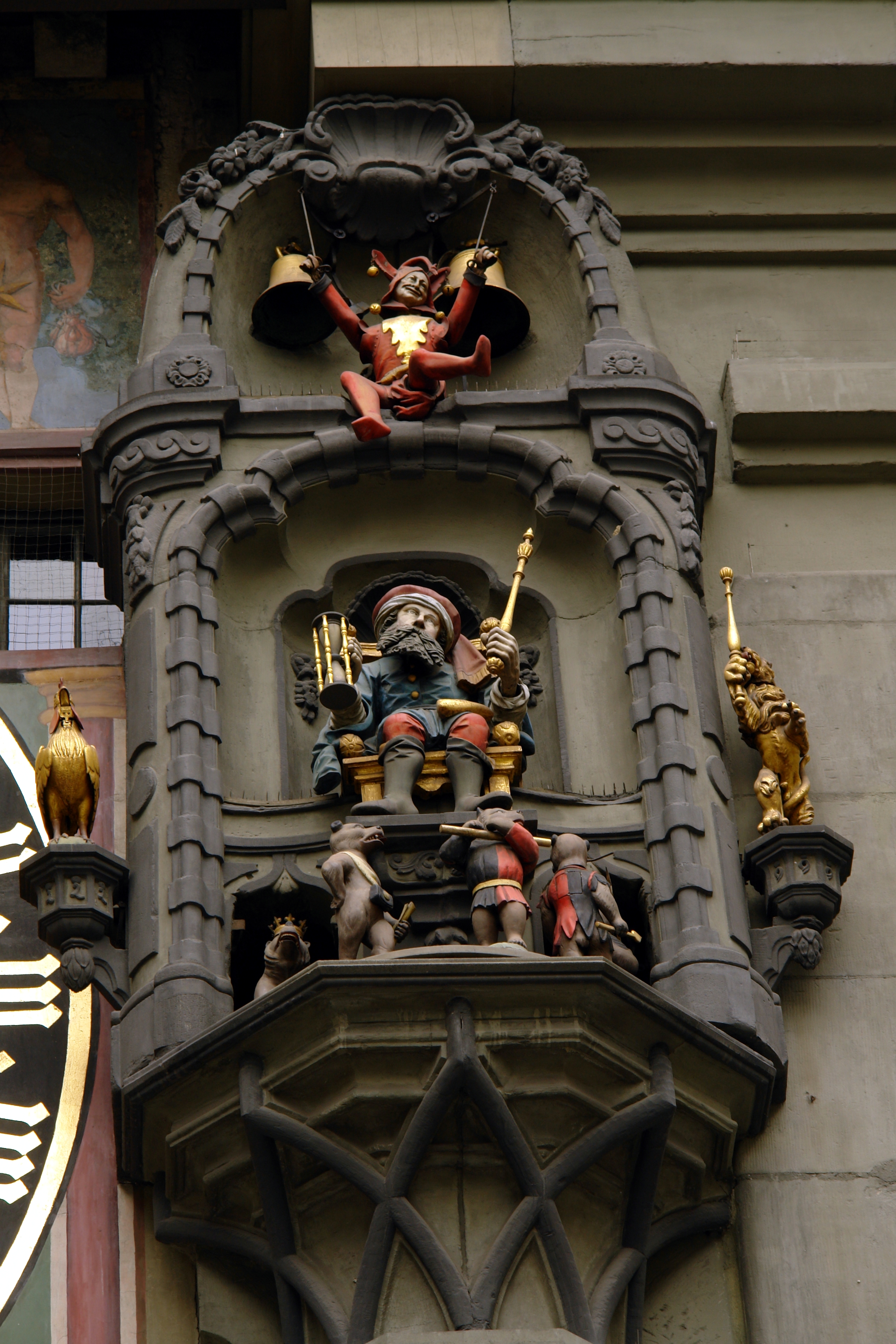
Carillon

Sur la droite du cadran se trouve le carillon qui démarre chaque heure, 3 minutes avant l'heure pleine. 
Un fou fait résonner de petites cloches, le nombre de coups indique la prochaine heure, pendant qu'une ronde de 7 ours se met à tourner, figurant les jours de la semaine : le premier ours montant un cheval symbolise le dimanche, il est suivi par 6 ours (lundi à samedi) chacun représentant un métier différent. 
On remarquera que le quatrième ours, lorsqu'il sort, tourne la tête. Il symbolise le mercredi, le tournant de la semaine.
Lorsque l'heure pleine arrive, Chronos (le petit homme botté assis sur la chaise dorée) tourne le sablier qu'il tient dans sa main, commence à compter les coups en faisant remuer son menton barbu et agite de gauche à droite son sceptre doré. Un lion doré sur sa gauche secoue vigoureusement la tête pour chaque coup indiquant l'heure.
Au même moment, au sommet de la tour, un imposant homme doré (le jacquemart) frappe la grande cloche, un coup pour chaque heure. Tout ceci est initié par le chant d'un coq mécanique remuant ses ailes, il chantera également au milieu et à la fin de cette représentation.